# Umberto Lombardini
Umberto Lombardini, soprannominato Bomba, (Roma, 12 ottobre 1920 – Roma, 15 ottobre 1986) è stato un calciatore italiano, di ruolo attaccante.

## Carriera

La Lazio 1943-44: Lombardini è il primo in piedi da sinistra.

Approdò all'età di 9 anni alla Lazio. Dopo aver fatto tutta la trafila nelle squadre giovanili, giunto in prima squadra fece la riserva a Silvio Piola, fuoriclasse della Nazionale e Campione del mondo 1938.
Esordisce il 15 dicembre 1940 in occasione della trasferta di Bergamo contro l'Atalanta, persa 2-0 dai laziali. Nel corso di quella stagione riuscì a collezionare 10 presenze andando a segno per 3 volte contro Bari, Fiorentina e Juventus.
La stagione successiva la dirigenza biancoceleste decise di mandarlo a farsi le ossa in Serie C dove rimase per due anni con le compagini minori capitoline dell'Ala Littoria prima e dell'Alba Roma poi.
Torna alla Lazio una volta che giocatori del calibro di Enrique Flamini, Piola e Silvestro Pisa sono stati ceduti. Nell'annata 1943-1944 vinse con la Lazio il Campionato romano di guerra segnando 21 gol in 16 partite. Nella stagione 1947-1948 si ritrovò nuovamente tra i rincalzi (8 presenze) chiuso nel ruolo di centravanti anche dal nuovo acquisto Romano Penzo.
Il bilancio complessivo con la Lazio è di 69 presenze e 34 reti.
A 28 anni passa quindi alla Cassa di Risparmio di Roma che disputava i campionati dilettantistici.

## Palmarès
- Campionato romano di guerra: 1

Lazio: 1943-1944